# Portage Lakes (Ohio)
Portage Lakes es un lugar designado por el censo ubicado en el condado de Summit en el estado estadounidense de Ohio. En el Censo de 2010 tenía una población de 6968 habitantes y una densidad poblacional de 544,72 personas por km².

## Geografía
Portage Lakes se encuentra ubicado en las coordenadas 41°0′14″N 81°32′6″O / 41.00389, -81.53500. Según la Oficina del Censo de los Estados Unidos, Portage Lakes tiene una superficie total de 12.79 km², de la cual 10.22 km² corresponden a tierra firme y (20.13%) 2.57 km² es agua.

## Demografía
Según el censo de 2010, había 6968 personas residiendo en Portage Lakes. La densidad de población era de 544,72 hab./km². De los 6968 habitantes, Portage Lakes estaba compuesto por el 95.88% blancos, el 1.68% eran afroamericanos, el 0.29% eran amerindios, el 0.63% eran asiáticos, el 0.04% eran isleños del Pacífico, el 0.11% eran de otras razas y el 1.36% pertenecían a dos o más razas. Del total de la población el 0.66% eran hispanos o latinos de cualquier raza.